# Fuencarral (métro de Madrid)
Fuencarral est une station de la ligne 10 du métro de Madrid. Elle est située sous la rue Fuente Chica, dans le district de Fuencarral-El Pardo, à Madrid.

## Situation sur le réseau
Établie en souterrain, la station Fuencarral est située sur la ligne 10 du métro de Madrid, entre Tres Olivos et Begoña.

## Histoire
La station ouvre au service commercial le 10 juin 1982, à l'occasion de l'inauguration de la première version de la ligne 8, dont elle constitue un des terminus. Le 22 janvier 1998, le tronçon reliant Alonso Martínez et Fuencarral est intégré à la ligne 10. Celle-ci devient alors le dernier arrêt de la L10 au nord, jusqu'à l'ouverture du prolongement jusqu'à San Sebastián de los Reyes.